# پون کینگت
پون کینگت (تایلندی: โผน กิ่งเพชร؛ ۱۲ فوریهٔ ۱۹۳۵ – ۳۱ مارس ۱۹۸۲) بوکسور اهل تایلند بود.